# سلطان خلیل
سلطان خلیل، فرزند اوزون حسن دومین پادشاه آق‌قویونلو بود که در سال ۱۴۷۸ بر بخش‌های بزرگی از ایران حکومت کرد. 
سلطان خلیل پیش از رسیدن به سلطنت، والی ولایت فارس بود. اقامتگاه تابستانی‌اش مین‌بلاغ و تخت جمشید بود. او از حامیان ادبیات فارسی در شیراز بود.
سلطان خلیل پس از پدرش اوزون حسن به سلطنت رسید؛ اما با برادرانش به ستیز برخاست. یکی از برادرانش به نام مقصود را کشته و دیگر برادرانش یعقوب و یوسف را تبعید کرد. در همین سال، عمویش مرادبیگ بایندر را مغلوب کرده و سیاست مرکزگرایی را در پیش گرفت؛ اما بزرگان آق‌قویونلو از این سیاست ناراضی بودند.
سلطان خلیل نهایتاً در ژوئیهٔ ۱۴۷۸ در نزدیکی خوی از طرف حامیان برادر ۱۴ ساله‌اش سلطان یعقوب شکست خورد و بدین ترتیب، سلطنت آق‌قویونلو به برادرش منتقل شد.